# الإضراب العام للدروز في مرتفعات الجولان عام 1982
الإضراب العام للدروز في مرتفعات الجولان عام 1982، والمعروف أيضًا باسم الإضراب الكبير، كان إضرابًا عامًا لمدة 5 أشهر من قبل أعضاء المجتمع الدرزي في هضبة الجولان احتجاجًا على ضم إسرائيل لهضبة الجولان.

## خلفية
هضبة الجولان هي منطقة جغرافية تقع في جنوب غرب سوريا. الدروز هم مجتمع عرقي ديني له حضور قوي في هضبة الجولان وشمال إسرائيل وجنوب سوريا. ظلت المرتفعات تحت الاحتلال العسكري الإسرائيلي بشكل مستمر منذ انتصار إسرائيل على التحالف العربي الذي ضم سوريا في حرب الأيام الستة عام 1967. وقد أدانت الأمم المتحدة والمجتمع الدولي مرارا وتكرارا الاحتلال الإسرائيلي وضم الأراضي الفلسطينية.
الإضراب العام هو شكل من أشكال الإضراب حيث يشارك تحالف واسع ومتعدد القطاعات من العمال والمجموعات في رفض جماعي للعمل والمشاركة في الأنشطة الاقتصادية الأخرى.

## تاريخ

### مقدمة
وفي 14 كانون الأول/ديسمبر 1981، وبعد أربعة عشر عاماً من إدارة احتلال المرتفعات من خلال إدارة عسكرية، أصدرت الحكومة الإسرائيلية قانون هضبة الجولان، الذي ضم المنطقة رسمياً. وقد تمت إدانة الضم دوليا، حيث أعلن قرار مجلس الأمن التابع للأمم المتحدة رقم 497 أن الضم "باطل ولاغٍ ولا أثر قانوني دولي له".
وفي 17 كانون الأول/ديسمبر، أطلق المجتمع الدرزي إضرابًا عامًا لمدة ثلاثة أيام احتجاجًا على الضم.وفي وقت لاحق من شهر ديسمبر/كانون الأول، أعلنت وزارة الداخلية الإسرائيلية أن الدروز في هضبة الجولان لن يُجبروا على الفور على حمل بطاقات هوية إسرائيلية، حيث صرح المدير العام حاييم كوبرسكي بأن الضم سيتم "تدريجياً ومعقولاً".
استمر السخط على الضم بعد انتهاء الإضراب، حيث كتب زعماء الدروز إلى رئيس الوزراء الإسرائيلي مناحم بيجن أن الدروز "هم أولاً وقبل كل شيء عرب سوريون"، وحذروا من أنهم "لا ينوون العمل ضد أمن الدولة، ولكننا سنقاوم إذا أجبرتنا على أن نكون مواطنين إسرائيليين".

### اندلاع الإضراب العام
وفي منتصف فبراير/شباط 1982، اعتقلت القوات العسكرية الإسرائيلية أربعة من زعماء الطائفة الدرزية في هضبة الجولان، والذين نظموا احتجاجات ضد الضم، في غارة منتصف الليل أمر بها وزير الدفاع الإسرائيلي أرئيل شارون. وجهت إلى الأربعة تهمة التحريض ضد دولة إسرائيل. والأربعة هم كمال كنج أبو صلاح، وسليمان أبو صلاح ونجله، ومحمود الصفدي. كان كمال كنج أبو صلاح عضوًا سابقًا في مجلس الشعب السوري، وقد اعتقل سابقًا في عام 1972 بتهمة التجسس لصالح سوريا.
ردًا على الاعتقالات، أعلن المجتمع الدرزي في المرتفعات إضرابًا عامًا مفتوحًا، بدءًا من 14 فبراير. وكجزء من الإضراب العام، أغلقت المتاجر والمدارس داخل هضبة الجولان، ورفض الناس دفع الضرائب، والمشاركة في مسوحات الأراضي الإسرائيلية، ورفض العمال الدروز التوجه إلى العمل في المستوطنات الإسرائيلية داخل هضبة الجولان. في مسعدة، استقال جميع أعضاء مجلس المدينة باستثناء واحد.

### الحصار الإسرائيلي
وفي ليلة 25 فبراير، أعلن القيادة العسكرية الإسرائيلية الشمالية تحت قيادة أمير دروري أنها ستحجب أربعة مراكز سكنية رئيسية للدروز في هضبة الجولان. كانت هذه مدن "بوكاتا" وآين قينييه، (ماجدال شامس) ومسعدة. بعد اندلاع الاحتجاجات في المدن، وكذلك في بلدة قنيتر السورية وفي الضفة الغربية الفلسطينية، ضد الحصار، أعلن الجيش الإسرائيلي إضافة إلى أنه سيفرض حظر التجول على المدن الأربعة.
وشمل الحصار منع وسائل الإعلام من دخول البلدات ونشر تقارير عنها. وفي منتصف شهر مارس/آذار، زعم الجيش الإسرائيلي أن اللجنة الدولية للصليب الأحمر هنأته على تعامله مع الحصار، وهو الادعاء الذي نفاه الصليب الأحمر. وأضاف الصليب الأحمر أن الجيش الإسرائيلي منع ممثليه من اختيار الأشخاص الذين أجروا المقابلات معهم في البلدات. اعتقل القرويين الذين حاولوا كسر الحصار لحصاد المحاصيل، وقام الجيش الإسرائيلي بتقييد عدد من السلع المستوردة إلى المنطقة، بما في ذلك الحليب وأغذية الأطفال.
وفي أواخر مارس، أعلنت الحكومة الإسرائيلية أنها ستنهي الحصار في بداية أبريل وأن الدروز لن يُجبروا على قبول بطاقات الهوية الإسرائيليّة. ومع ذلك، قالت الحكومة أيضاً إن الدروز الذين رفضوا قبول بطاقات الهوية الإسرائيلية سيتم منعهم من الحصول على خدمات مثل رخصة القيادة والبريد. رداً على ذلك، أعلن قادة الدروز أنهم يعتزمون مواصلة الإضراب.
وفي 2 أبريل، بدلاً من رفع الحصار كما أعلن علناً، فرض الجيش الإسرائيلي مزيدًا من القيود على قرى الدروز. وشملت التكثيف نشر 15000 جندي إلى القرى وكذلك تدمير العديد من المنازل والبنية التحتية. في وقت لاحق من ذلك اليوم، ادعى شارون أن ثلث دروسي هضبة الجولان قد إصدر بطاقات الهوية. نفى العديد من الدروز الذين حصلوا على بطاقات الهوية أن يكونوا قد تقدموا بطلبات طوعية لهم، مشيرا إلى أن الجيش الإسرائيلي أجبرهم على قبول البطاقات وأمسكوا بالقوة بالوثائق التي تثبت الجنسية السورية.
وفي أوائل مايو، قبض على المؤلف الدروزي الإسرائيلي سلمان ناتور من قبل الجيش الإسرائيلى وأمر بإحجازه إلى قرية دالية الكرمل لمدة ستة أشهر. كان ناتور يعمل سكرتيرا لجنة التضامن مع الجولان، وساعد على تهريب المعلومات عن الحصار من القرى المحاصرة. في وقت لاحق من شهر مايو، رفضت المحكمة العليا الإسرائيلية رفع اعترافاته حتى يتمكن من الشهادة أمام لجنة الأمم المتحدة لحقوق الإنسان حول هضبة الجولان.  شخصية بارزة أخرى في لجنة التضامن مع الجولان كانت المؤرخ الفلسطيني إيميل توما.

## القرار
وفي يونيو 1982، غزت إسرائيل لبنان بهدف طرد منظمة التحرير الفلسطينية من جنوب لبنان، وبدأت الحرب اللبنانية لعام 1982. بعد الغزو، بدأ الضربة يفقد فعاليتها. في 21 يوليو 1982، التقى قادة الدروز في هضبة الجولان في بلدة مجدل شمس ووافقوا على إنهاء الإضراب. تعهدت الحكومة الإسرائيلية بعدم فرض الجند على دروسي هضبة الجولان وكذلك السماح بدراس مرتفعات جولان بمستوى معين من الاستقلال.

## ردود الفعل
ادعت السلطات الإسرائيلية أن الغارة قد تمت تحريضها من قبل سوريا. قال مُردخاي تسيبوري وزير الاتصالات الإسرائيلي، في بداية الإضراب أن الحكومة الإسرائيلية يجب أن تسهل المغادرة الطوعية لأي دروزي لا يرغب في أن يصبح إسرائيليًا إلى الأراضي السورية.
أدان جمعية المستوطنين التي تعزز الاستيطان الإسرائيلي في الارتفاعات الإضراب، ودعت اليهود في إسرائيل إلى رفض الخدمات والعمل الدروزي.
حاييم كوهين، الذي خدم في المحكمة العليا الإسرائيلية حتى تقاعده في عام 1981، أدان القمع الإسرائيلي للإضرابات في مؤتمر صحفي لمؤسسة حقوق المدني في إسرائيل، قائلاً إن "هذه قانون بربري". رداً على اتهامات كون، أصدر الجيش الإسرائيلى بياناً يقول فيه إنه كان يتصرف "مع الصبر والتسامح والاحتواء الكبير" وأن لوائح الطوارئ كانت "جزء مشروع ولا يتجزأ من القانون الإسرائيليون". وصف وزير الشؤون الداخلية يوسف بورغ اتهامات كوه بأنه "شرير". حصل كون على دعم من أعضاء مجلس التحالف العمالي يوسي ساريد الذي دعا الجنود الإسرائيلين إلى عدم طاعة الأوامر غير القانونية، وأوزي بارام الذي دعا إلى جلسة خاصة في الكنيست بشأن القمع.

## الآثار
وفقًا للمؤرخ الإسرائيلي أهرون بريجمان، فإن الإضراب العام "أصبح حدثًا رئيسيًا في تاريخ الجولان المحتل لأنه أدى إلى تغييرات اجتماعية كبيرة: تمكن نساء الجولان، حيث لعبن دورًا نشطًا في الخطوط الأمامية أثناء المواجهات مع الجيش والشرطة، مما أدى إلى زيادة كبيرة في عدد فتيات الجولان اللائي أنهين المدرسة الثانوية بعد عام 1982؛ وبينما ذهبت امرأة واحدة فقط إلى الجامعة قبل الإضراب، درست العشرات من النساء في الجامعات في إسرائيل والخارج في السنوات اللاحقة". كان للإضراب العام أيضًا تأثير قوي على الفلسطينيين داخل الأراضي الفلسطينية التي تحتلها إسرائيل، حيث كان بمثابة نموذج للمقاومة اللاعنفية التي سيحاول الفلسطينيون تكرارها في الانتفاضة الأولى.
كان اندلاع حرب لبنان عام 1982 تأثيرٌ بالغٌ على المجتمع الدرزي في إسرائيل. ففي يوليو 1982، وجّه قادة الدروز الإسرائيليون رسالةً مفتوحةً إلى الرئيس الإسرائيلي إسحاق نافون طالبوه فيها بمنع الكتائب، وهي ميليشيا لبنانية مسيحية شبه عسكرية يمينية متطرفة وحليفٌ لإسرائيل في الحرب، من نهب القرى الدرزية في لبنان. وفي وقتٍ لاحقٍ من عام 1982، نظّم الدروز الإسرائيليون عددًا من الاحتجاجات ضدّ التحالف الإسرائيلي مع الكتائب، حيث صرّح السياسي زيدان عطاشي بأنه "إذا كان يُتوقع من الدروز في إسرائيل أن يكونوا إخوةً لليهود في جيش الدفاع الإسرائيلي، فلا يمكن لجيش الدفاع الإسرائيلي أن يُسلّح قوات الكتائب لاستخدامها ضدّنا".
اعتبارا من أكتوبر 2024، لا يزال الاحتلال الإسرائيلي على هضبة الجولان قائماً، وتستمر الاستيطان الإسرائيليون في مرتفعاتها. في عام 2019، أصبحت الولايات المتحدة أول بلد يعترف رسمياً بارتفاعات الجولان كإقليم إسرائيلي. قام المسؤولون الإسرائيليون بالضغط على الولايات المتحدة من أجل الاعتراف "بسيادة إسرائيل" على الأراضي.

## الاحتفال
نظمت مظاهرات تذكّر الإضراب سنوياً في مجدل شمس في 14 فبراير. في بعض السنوات، عقدت مظاهرات من قبل الدروز على الجانب غير المحتل من خط وقف إطلاق النار في الهضبة مظاهرات متزايدة.
وفي عام 1987، اعتقل 13 دروسي في هضبة الجولان خلال التظاهرة السنوية في ذلك العام بعد أن اشتبك التظاهير مع القوات الإسرائيلية، مما أدى إلى إصابة 5 ضباط شرطة إسرائيليين. تميزت المظاهرة في ذلك العام أيضًا بالكشف عن تمثال سلطان الأطرش، الذي قاد الثورة السورية العظمى ضد الفرنسيين في عشرينيات القرن العشرين. في المظاهرة السنوية لعام 1988، قبض على 25 دروسي في هضبة الجولان، مع إصابة 33 على الأقل، بعد إطلاق الشرطة الإسرائيلية غاز دموع والرصاص المطاطي. أصيب 4 ضباط شرطة برمي الحجارة. في التظاهرة السنوية لعام 1996، زعماء الدروز ادعى أن المستوطنات الإسرائيلية في هضبة الجولان هي "أصل كل الشر".